# بيليندو
بي تي بيلابوهان إندونيسيا، والمعروفة تجاريًا باسم بيليندو ، هي شركة تشغيل موانئ إندونيسية مملوكة للدولة تقدم خدمة موانئ متكاملة في جميع أنحاء إندونيسيا. تأسست رسميًا في 1 أكتوبر 2021 نتيجة للتكامل بين أربع شركات مملوكة للدولة وهي: بي تي بيليندو I (بيرسيرو)، وبي تي بيليندو II (بيرسيرو)، وبي تي بيليندو III (بيرسيرو)، وبي تي بيليندو IV (بيرسيرو)؛ مع بي تي بيليندو II باعتبارها الشركة الباقية. يعد تأسيس شركة بيليندو مبادرة استراتيجية للحكومة كمساهم لتحقيق الاتصال الوطني وشبكة أقوى للنظام البيئي اللوجستي. ومن المتوقع أن يتحسن الاتصال البحري، سواء كان ذلك في الموانئ المحلية أو الموانئ الدولية.

## أنظر أيضا
- سلطة الميناء
- جزر اندونيسيا

## روابط خارجية
- (بالإندونيسية) Indonesia Port Corporation 1 at Inaport
- (بالإندونيسية) Indonesia Port Corporation 2 at Inaport
- (بالإندونيسية) Indonesia Port Corporation 3 official site
- (بالإنجليزية) Indonesia Port Corporation 4 at Inaport
- (بالإندونيسية) Ministry of Transportation, Indonesia
- (بالإنجليزية) ASEAN Ports, Front page
- (بالإنجليزية) ASEAN Ports, Indonesia